# Unión Sudafricana

Pabellón Rojo de la Unión Sudafricana de 1910 a 1912.

La Unión Sudafricana es la predecesora histórica de la República de Sudáfrica. Comenzó a existir el 31 de mayo de 1910, como resultado de la unificación de las colonias británicas en la región austral de África bajo un solo sistema de gobierno. 
Las colonias previamente separadas se convirtieron en provincias de la Unión Sudafricana como Colonia del Cabo, Natal, Transvaal y la del Río Orange, más la anexión del África del Sudoeste Alemana (actual Namibia) en 1915. Con la transformación de Sudáfrica de un dominio en la Comunidad Británica de Naciones a una República en 1961, la Unión Sudafricana dejó de existir y es desde entonces parte de la historia del estado de la República de Sudáfrica (hasta 1994 estuvo en vigor el sistema de apartheid).

## Historia
El 31 de mayo de 1902 finalizó la segunda guerra anglo-bóer, mediante el Tratado de Vereeniging por el cual los bóeres reconocieron la soberanía británica y éstos a su vez se comprometieron a reconstruir el país destrozado por los estragos de la guerra.
Durante los años siguientes a la guerra, los británicos se dedicaron a reconstruir el país, particularmente las minas de Witwatersrand que producían un tercio del total de oro que se extraía en el mundo. 
Los británicos siguieron con su plan de unir a los diferentes estados en Sudáfrica. Después de varios años de negociaciones, el 31 de mayo de 1910, justo ocho años después del fin de la segunda guerra Bóer, la Ley de la Unión fue aprobada, uniendo a la Colonia del Cabo, Natal, Transvaal y el Estado Libre de Orange (este último se llamó, después de las dos guerras de los Bóeres, Colonia del Río Orange) en un solo Estado llamado Unión Sudafricana. 
En esta unión se contemplaba que todo el territorio estaría bajo la administración británica, concediéndose cierta autonomía a los afrikáneres. Los territorios de Basutolandia (actualmente Lesoto), Bechuanalandia (actualmente Botsuana), Suazilandia (actualmente Esuatini), Nyasalandia (actualmente Malaui), Rodesia del Norte (actualmente Zambia) y Rodesia del Sur (actualmente Zimbabue) continuaron bajo el dominio de los británicos.
El inglés y el neerlandés se establecieron como idiomas oficiales. Los coloureds, o mestizos, contaron con influencia y derechos políticos que se fueron restringiendo según avanzaba el poder de los afrikáner y se reducía el de los anglosajones.
El primer Gobierno del nuevo Estado fue presidido por el general Louis Botha, y como vicepresidente el general Jan Smuts. Ambos pertenecían al Partido Nacional de Sudáfrica y seguían una línea política que favorecía a los británicos y a la segregación racial. Otros bóeres más radicales desertaron del partido para formar otro nuevo llamado Partido Nacionalista. Estos últimos abogaban por los intereses de los afrikáneres, el desarrollo paralelo de los dos grupos de blancos y la independencia de Reino Unido.
En 1924 el Partido Nacionalista dirigido por Herzog llegó al poder y el nacionalismo afrikáner comenzó a tomar mayor fuerza. En 1925 el idioma neerlandés fue oficialmente sustituido por el afrikáans. A mediados de 1930 el Partido Nacionalista de Hetzog se unió al más moderado Partido de Sudáfrica de Smuts para formar el Partido Unido. Esta coalición se derrumbó cuando Smuts tomó las riendas del partido y entre mucha controversia, entró a Sudáfrica del lado de los Aliados en la Segunda Guerra Mundial. El ala más conservadora del partido nacional simpatizaba con la Alemania nazi durante la guerra y buscó una segregación racial o apartheid mayor después de la guerra.
El nacionalismo afrikáner, lejos de extinguirse, se intensificó cuando Daniel François Malan creó el Partido Nacional Purificado, el cual se colocó en el centro de la vida política del país. Por otra parte, una agrupación secreta llamada "Afrikaaner Broederbond" formada en 1918 para proteger la cultura de los afrikáneres, comenzó a tomar auge convirtiéndose en una fuerza con gran influencia en el Partido Nacionalista.
En 1961 tras un referéndum Sudáfrica se convirtió en República, renunciando voluntariamente a la Mancomunidad Británica de Naciones tras las presiones internacionales por su política de apartheid.

## Constitución

### Principales características
A diferencia de Canadá y Australia, de acuerdo con el Acta de Sudáfrica de 1909 la Unión fue un estado unitario más que una federación, siendo cada parlamento colonial abolido y reemplazado por consejos provinciales. Se creó un Parlamento bicameral, compuesto por una Asamblea y un Senado, siendo sus miembros electos sobre todo por la minoría blanca. Durante el transcurso de la Unión las inmunidades cambiaron en varias ocasiones a menudo para satisfacer las necesidades del circunstancial gobierno. La supremacía parlamentaria estaba afianzada y excepto para salvaguardias procesales las cortes no podían intervenir en las decisiones o las políticas del parlamento. Desde la aprobación del Estatuto de Westminster de 1931, la Unión Sudafricana consiguió plena autonomía legislativa dentro del Imperio británico, lo cual significaba en la práctica una casi completa independencia del país, pues se reconocía al monarca británico como jefe de Estado pero el sistema gubernamental era de tipo parlamentario (al igual que en Reino Unido) y era el Parlamento de Sudáfrica quien en última instancia elegía al primer ministro del país y dominaba el poder ejecutivo.

### Capitales
Debido a los desacuerdos acerca de adonde debía emplazarse la capital de la Unión, se alcanzó el compromiso de que se repartiría una parte de las ventajas de la capital en cada provincia: la administración se asentaría en Pretoria (Transvaal), la sede del Parlamento estaría en Ciudad del Cabo (Provincia de Cabo), la Cámara de Apelaciones estaría en Bloemfontein (Estado Libre de Orange), y a Pietermaritzburg (Natal) se le dio una compensación financiera. Este acuerdo en definitiva sigue hasta nuestros días, con la mayor parte de los órganos del Estado localizados en Pretoria -con las notorias excepciones del Tribunal Constitucional y la Comisión de Derechos Humanos (ambos en Johannesburgo), el Tribunal de Casación y la Comisión de Servicios Judiciales (ambos en Bloemfontein) y el Parlamento (Ciudad del Cabo)- . Sin embargo la única referencia en la actual Constitución sudafricana es que Ciudad del Cabo es la sede del Parlamento.

### Relaciones con la Corona
La Unión permaneció bajo la Corona británica como un dominio autogobernado del Imperio británico, y más tarde de la Mancomunidad Británica de Naciones. La monarquía estaba representada en Sudáfrica por un gobernador general, mientras que el poder efectivo era ejercido por el primer ministro (que era el Jefe de Gobierno). Louis Botha, un antiguo general Bóer, fue designado primero como primer ministro de la Unión, encabezando una coalición que representaba a las comunidades blancas de afrikáneres y angloparlantes. Las acusaciones criminales ante las cortes eran ejercidas en nombre de la Corona (citada en la forma Rex v Acusado) y los oficiales de gobierno prestaban servicios en nombre de la Corona. Durante el transcurso de la Unión la titularidad real del monarca fue modificada en definitiva creando la posición de Rey de Sudáfrica.

### Idiomas
Originariamente según una cláusula de la Constitución, el neerlandés era un idioma oficial junto con el inglés, pero fue reemplazado de facto por el afrikáans en 1926, en tanto que oficialmente coexistieron el neerlandés y el afrikáans legalmente hasta 1960.

### Los días finales de la Unión y su legado
En un referéndum celebrado el 5 de octubre de 1960, el 52 % de los electores votó a favor de transformar Sudáfrica en una república, y entonces la Unión se convirtió en la República de Sudáfrica el 31 de mayo de 1961, aunque cabe destacar que para esas fechas los sucesivos gobiernos sudafricanos, dominados por la población afrikáner desde 1948, habían abolido el derecho al sufragio de casi toda la población negra del país. El Parlamento sudafricano sancionó una Constitución que aprobó el Acta de Sudáfrica como una constitución republicana de facto, siendo que las características de la Unión fueron trasladadas con cambios muy pequeños a la recién formada República.
La insistencia de Sudáfrica en la adhesión a su política del apartheid causó su expulsión de facto de la Mancomunidad Británica de Naciones en 1961, en tanto Sudáfrica abandonó la asociación cuando los miembros de la Mancomunidad rechazaron las condiciones planteadas por Sudáfrica para su permanencia (condiciones que imponían aceptar el apartheid y cesar las críticas hacia dicho sistema. La mayoría de los países unidos a la Mancomunidad ya condenaba abiertamente las políticas de apartheid en 1960, siendo insostenible mantener a Sudáfrica en dicho organismo.

### Segregación
El Acta de Sudáfrica trató cuestiones de racismo solo en dos previsiones específicas: en primer lugar estableció que el sistema de sufragio de la antigua Colonia del Cabo funcionara sin consideraciones raciales (aunque debido a restricciones socioeconómicas ninguna verdadera expresión política de la población no blanca era posible). En segundo lugar hizo de los «asuntos nativos» una materia del gobierno nacional para así unificar toda la normatividad sobre el apartheid (e impedir que gobiernos locales desafiaran la segregación racial).

## Motivos para la unificación
Al término de la Segunda Guerra Anglo-Bóer en 1902, las cuatro colonias estaban por primera vez bajo una bandera común y el más significativo obstáculo para la unificación que impidiera anteriores planes no existía más. Consecuentemente, el largamente anhelado deseo de muchos administradores coloniales de establecer una estructura unificada se hizo inmediatamente posible. La tentativa anterior más notable probablemente haya sido el proyecto de Federación de Lord Carnaveron.

### Unión aduanera y aranceles comerciales
La cuestión de los aranceles comerciales había sido una fuente permanente de conflicto entre las diversas unidades políticas de África del Sur. El nudo de la crisis esencialmente se debía al hecho de que el Transvaal era un estado sin salida al mar que se resentía por su dependencia de sus vecinos, así como los gastos en los que incurría por aduana portuaria y ferroviaria. La Colonia del Cabo era excesivamente dependiente de las rentas de aduana como una fuente de ingresos fiscales y posteriormente competía directamente tanto con Natal como con África Oriental Portuguesa (Mozambique). En el momento de la unificación la mayor parte de la carga destinada al área de Witwatersrand entraba por Lourenço Marques (ahora Maputo, en Mozambique) debido en gran parte a la distancia relativa y la política de reducir su dependencia en el Imperio británico. La Unión Aduanera Sudafricana nació en 1906, pero existieron varios problemas con los acuerdos en particular porque el Transvaal insistía en dominar la Unión. Después de la Unificación, la Unión Aduanera Sudafricana siguió existiendo incluyendo a los otros territorios británicos (los Protectorados y Rodesia)

## La Unión Sudafricana y Rodesia del Sur
En 1922 la colonia Rodesia del Sur tuvo la posibilidad (en última instancia rechazada) de entrar en la Unión mediante un referéndum. El referéndum resultó del hecho que hacia 1920 el control por la Compañía Británica de Sudáfrica en Rodesia del Sur ya no era practicable con muchos favoreciendo alguna forma de 'gobierno responsable'. Un modo de Gobierno Responsable favorecido dentro de Rodesia del Sur, entre otros, (sobre todo en Matabelelandia) era el ingreso en la Unión de Sudáfrica.
Antes del referéndum de Rhodesia del Sur se efectuó una visita a Ciudad del Cabo donde el primer ministro de Sudáfrica, Jan Smuts, finalmente ofreció términos que consideró razonables y que el gobierno del Reino Unido encontró aceptables. Aunque la opinión entre el gobierno de Reino Unido, el gobierno sudafricano y la Compañía Británica de Sudáfrica favoreciera la opción de la unión (y ninguno trató de interferir en el referéndum), cuando el referéndum fue realizado los resultados fueron el 59,40 % a favor del Gobierno Responsable para una colonia separada y el 40,60 % en favor de la incorporación a la Unión Sudafricana.

## La Unión Sudafricana y África del Sudoeste
Después del estallido de la Primera Guerra Mundial en 1914 la Unión Sudafricana ocupó y anexó la colonia germana del África del Sudoeste Alemana. Con el establecimiento de la Sociedad de Naciones y el cese de la guerra, Sudáfrica obtuvo una Mandato Clase C para administrar África del Sudoeste «conforme a las leyes del mandatario (Sudáfrica) como partes integrales de su territorio». Posteriormente la Unión Sudafricana generalmente consideró a África del Sudoeste como una quinta provincia, aunque este nunca fue un estatus oficial.
Con la creación de las Naciones Unidas, la Unión solicitó la incorporación de África del Sudoeste, pero su pedido fue rechazado por las Naciones Unidas, que invitaron a Sudáfrica en cambio a preparar un acuerdo de Administración fiduciaria. Esta invitación fue por su parte rechazada por la Unión, que ulteriormente no modificó la administración de África del Sudoeste Alemana y siguió adhiriendo al mandato original. Este causó un conjunto de complejas discusiones legales, que no habían finalizado cuando la Unión fue sustituida por la República Sudafricana. En 1949, la Unión aprobó una ley llevando a África del Sudoeste a una asociación más cercana con ella, incluso dando representación a África del Sudoeste en el parlamento sudafricano. El mandato fue revocado oficialmente por la Asamblea General de las Naciones Unidas en 1966. Sudáfrica no reconoció la resolución y en Namibia se fue organizando un movimiento político (SWAPO) con un brazo armado que perseguía la independencia de África del Suroeste por medio de la lucha armada. Dicha lucha comienza en 1966 con la llamada Guerra de la Frontera de Sudáfrica. En 1988 la presión internacional, la perseverancia de SWAPO y el apoyo armado de angoleños y cubanos hace entrar en un proceso negociador para la celebración de elecciones libres y multiraciales en dicho territorio. Finalmente logró su independencia de Sudáfrica como Namibia en 1990.
Vale la pena también notar que Walvis Bay que está ahora en Namibia integraba la Unión Sudafricana; era originariamente parte de la Colonia del Cabo en el momento de la Unificación (dentro del distrito magistral de Ciudad del Cabo). En 1921 la Bahía Walvis fue integrada al Mandato Clase C sobre África del Sudoeste para el resto de la duración de la Unión y por parte de la era de la República (hasta 1994).

## El Tratado de Westminster
El Estatuto de Westminster sancionado por el Parlamento británico en diciembre de 1931, que abrogó el Acta de Validez de Leyes Coloniales e implementó la Declaración Balfour de 1926 tuvo un profundo impacto sobre la estructura constitucional y el estatus de la Unión. El efecto más notorio fue que el Parlamento sudafricano fue liberado de muchas de las restricciones concernientes al manejo de los llamados «asuntos nativos». Sin embargo, la derogación no fue suficiente para permitir al Parlamento sudafricano ignorar las cláusulas firmemente establecidas de su Constitución (el Acta de Sudáfrica) que condujo a la crisis constitucional de los años de 1950.
En 1960 después de la masacre de Sharpeville, Verwoerd llevó a cabo un referéndum pidiendo al pueblo blanco que se pronunciara a favor o en contra de la unión con el Reino Unido. El 52 % votó en contra. Sudáfrica se independizó de Reino Unido, pero permaneció en la Mancomunidad Británica de Naciones. Su permanencia en esta organización se hizo cada vez más difícil, pues los Estados africanos y asiáticos intensificaron su presión para expulsar a Sudáfrica, que finalmente se retiró de la Mancomunidad el 31 de mayo de 1961, fecha en que se declaró como república.